# رامون غوزمان
رامون غوزمان (بالإسبانية: Ramon Guzmán) لاعب كرة قدم إسباني دولي لعب لأندية برشلونة وريال مايوركا ومثل المنتخب الإسباني 3 مباريات خلال عام 1930 حقق مع نادي برشلونة كلاعب بطولة كأس إسبانيا عام 1928 وبطولة الدوري الإسباني عام 1929 , درب نادي برشلونة بين عامي 1941-1942 دربة 15 مباراة دون تحقيق أي نجاح يذكر.

## وصلات خارجية
- رامون غوزمان على موقع قاعدة بيانات كرة القدم.إي يو (الإنجليزية)
- رامون غوزمان على موقع ناشيونال فوتبول تيمز (الإنجليزية)
- رامون غوزمان على موقع عالم كرة القدم.نت (الإنجليزية)

1. ↑  رامون غوزمان درب نادي برشلونة بين عامي 1941- 1942 نسخة محفوظة 05 سبتمبر 2012 على موقع واي باك مشين.